# 20264 Чоган
20264 Чоган (20264 Chauhan) — астероїд головного поясу, відкритий 20 березня 1998 року.
Тіссеранів параметр щодо Юпітера — 3,490.